# Röthaer Störung
Die Röthaer Störung ist ein herzynisch, d. h. Nordwest-Südost streichendes tektonisches Element im sächsischen Weißelsterbecken. Sie entstand in der Folge der saxonischen Gebirgsbildung vom Jura bis zum Tertiär.
Sie trennt das Grundgebirge in eine nordwestsächsische Hoch- und Tiefscholle. Im Bereich der Hochscholle stehen teilweise stark kaolinisierte Grauwacke und Tonschiefer an. Die Tiefscholle wird durch Sedimente des Unteren Buntsandstein charakterisiert.